# James Mark Baldwin

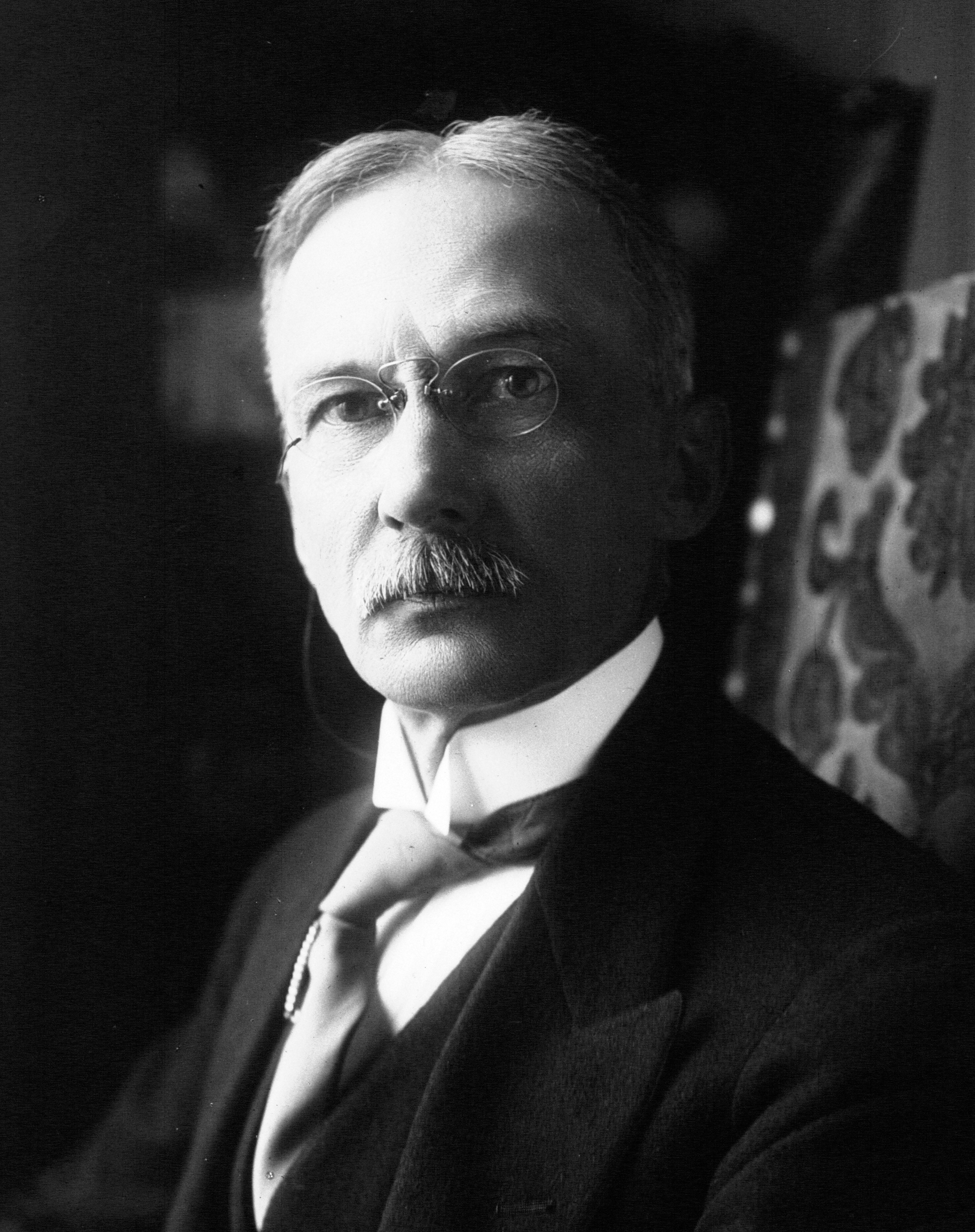
James Mark Baldwin in 1917

James Mark Baldwin  (12 januari 1861, Columbia (South Carolina) – 8 november 1934, Parijs) was een Amerikaanse filosoof en psycholoog. Hij leverde belangrijke bijdragen aan de psychologie, psychiatrie maar ook aan de evolutietheorie (het Baldwin-effect).

## Biografie
James Mark Baldwin studeerde aan de Princeton-universiteit waar de Schotse filosoof James McCosh een belangrijke leermeester was.
In 1884 kreeg hij dankzij de Green Fellowship in Mental Science de gelegenheid om verder te studeren in Duitsland bij Wilhelm Wundt in Leipzig en bij Friedrich Paulsen in Berlijn. Na aanstellingen aan het Theologisch Seminarie van de Princeton-universiteit, het Lake Forest College in Illinois en de Universiteit van Toronto keerde hij op verzoek terug naar zijn alma mater de Princeton-universiteit waar hij de Stuart leerstoel in Psychologie kreeg aangeboden. Hij kreeg daar de gelegenheid om een eigen, nieuw psychologisch laboratorium te stichten. 
Hij bleef tot 1903 in Princeton waar hij onder ander zijn Social and Ethical Interpretations in Mental Development. A Study in Social Psychology schreef. Dit en andere studies vormde een belangrijke bijdrage aan de psychologie, psychiatrie maar ook aan de evolutietheorie. In deze periode bedacht hij ook het later zo genoemde Baldwin-effect. Dit proces werd toen veel bediscussieerd maar raakte in de vergetelheid, tot het in de jaren 50 werd "herontdekt". Pas in 1953 werd de term het Baldwin-effect gemunt door paleontoloog George Gaylord Simpson.
In 1903 werd hij hoogleraar aan de Johns Hopkins-universiteit in Baltimore (Maryland), deels door een conflict met de leiding van de Princeton-universiteit en deels omdat hij uitzicht kreeg op een hoger salaris en minder uren college geven. In 1908 raakte hij in Baltimore betrokken bij een schandaal (hij werd gearresteerd in een bordeel) en moest de universiteit verlaten. Hij verhuisde naar Frankrijk. Tussen 1908 en 1912 reisde hij veel en gaf onder andere colleges in Mexico-Stad. In Frankrijk, tijdens de Eerste Wereldoorlog was hij een groot tegenstander van de neutraliteit van de Verenigde Staten en spande hij zich in voor deelname van Amerika aan deze oorlog. Hij woonde tot zijn dood in 1934 in Parijs.

## Door Baldwin geschreven boeken
(naast een grote hoeveelheid artikelen) 
- Handbook of Psychology (1890), translation of Ribot’s, German Psychology of To-day (1886);
- Elements of Psychology (1893);
- Social and Ethical Interpretations in Mental Development (1898);
- Story of the Mind (1898);
- Mental Development in the Child and the Race (1896);
- Thought and Things (London and New York, 1906).

- Biblioteca Nacional de España: XX1216306
- Bibliothèque nationale de France: cb12279185w (data)
- Catàleg d'autoritats de noms i títols de Catalunya: 981058509938906706
- Gemeinsame Normdatei: 117561436
- International Standard Name Identifier: 0000 0001 1051 402X
- Library of Congress Control Number: n79110535
- Nationale Bibliotheek van Letland: 000280229
- Nationale Bibliotheek van Tsjechië: jo2002101204
- Nationale bibliotheek van Australië: 35012680
- Nationale Bibliotheek van Israël: 987007296893905171
- Nederlandse Thesaurus van Auteursnamen: 06831146X
- LIBRIS: 290826
- SNAC: w68w3hgw
- Système universitaire de documentation: 031610072
- Trove: 789585
- Virtual International Authority File: 32058149
- WorldCat: E39PBJhMpYcQ68tMxVmW9Qfpfq